# Власенко, Алексей Викторович
Алексей Викторович Власенко (род. 10 января 1965, Москва) — российский предприниматель и спортивный функционер, глава ряда национальных федераций водных видов спорта.
С детства занимается плаванием. Окончил сначала Российский государственный университет физической культуры, спорта, молодежи и туризма, затем Российский экономический университет имени Г. В. Плеханова. Побеждал на ветеранских чемпионатах Европы по плаванию, заслуженный мастер спорта. В 2005 году стал советником президента Олимпийского комитета России. В 2010 году покинул эту должность и возглавил Российскую федерацию прыжков в воду. В ноябре 2015 года возглавил Федерацию синхронного плавания России, где до этого был вице-президентом. В декабре 2016 года стал президентом Федерации водного поло России. Входит в исполком Олимпийского комитета России, комиссию Ассоциации национальных олимпийских комитетов, бюро Европейской лиги плавания, технический комитет по прыжкам в воду Международной федерации плавания.
Вместе с пловцом Евгением Коротышкиным, певцом Дмитриев Маликовым и администрацией Геленджика учредил АНО «Корпорация развития „Геленджик-2035“», целью которой называется развитие туристической инфраструктуры города. Близко знаком с другим заядлым пловцом Денисом Мантуровым, министром промышленности и торговли. Мантуров возглавляет наблюдательный совет Всероссийской федерации плавания, членом которого является Власенко. В марте 2021 года Власенко был арестован и помещён в СИЗО по обвинению в мошенничестве в особо крупных размерах. Ранее арестованные предприниматели заявили, что Власенко через Минпромторг помог им заключить контракты в рамках федеральной программы «Фарма-2020».